# Obertyn
Obertyn (ukr. Обертин, Obertyn) – osiedle typu miejskiego na Ukrainie, obwód iwanofrankiwski, rejon iwanofrankiwski, leży pomiędzy Iwano-Frankiwskiem a Kołomyją, do 17 września 1939 siedziba gminy wiejskiej Obertyn w powiecie horodeńskim województwa stanisławowskiego.

## Historia
Pierwsza wzmianka o Obertynie pochodzi z 1384 r. Miejscowość otrzymała prawa magdeburskie w  1553 r.
Miejscowość zasłynęła w czasach I Rzeczypospolitej dzięki odniesionemu zwycięstwu Jana Tarnowskiego nad wojskami mołdawskimi w bitwie pod Obertynem – 22 sierpnia 1531 roku oddział wojska polskiego w liczbie 5648 żołnierzy i 12 dział polowych rozgromił 17 000 armię Petru Raresza (zwanego Petryłą), która dysponowała artylerią złożoną z 50 dział.
Do 1772 roku Obertyn położony był w województwie ruskim, do 1914 roku w austriackiej prowincji Galicja, w okresie międzywojennym w województwie stanisławowskim, po 1945 roku w Ukraińskiej Socjalistycznej Republice Radzieckiej, od 1991 roku na Ukrainie. W 1913 roku liczyło 6100 mieszkańców, w tym 1900 Polaków, 1850 Żydów i 2350 Ukraińców. W okresie przed I wojną światową w rejonie Obertyna archeolodzy odkryli wiele zabytków z okresu epoki brązu, na obrzeżach miejscowości widoczne są również do dziś liczne kurhany.
W czasie II wojny światowej Niemcy i policja ukraińska wymordowali ponad 1200 obertyńskich Żydów. Z rąk nacjonalistów ukraińskich zginęło także 10 Polaków.
W 1989 liczyło 3584 mieszkańców.
W 2013 liczyło 3191 mieszkańców.

## Kościół w Obertynie
W 1757 r. mieszkający w mieście Ormianie, dzięki staraniom właściciela ziemskiego Rafała Skarbka utworzyli własną parafię, wznosząc drewnianą świątynię. W 1785 r. wymienili ją z archidiecezją obrządku łacińskiego we Lwowie na parafię i kościół w Łyścu, co potwierdził dekret papieski z dnia 11 kwietnia 1796 r. Świątynia przekształcona w kościół nosiła wezwanie św. Mateusza Apostoła. Ze względu na zły stan techniczny zburzono ją w 1889 r., a na jej miejscu wzniesiono kościół murowany pw.  Św. Apostołów Piotra i Pawła, który poświęcono w 1905 r. Parafia w XIX w. liczyła od 400 do 700 wiernych i posiadała cztery kaplice w okolicznych miejscowościach. W 1903 r. wydzielono z niej ekspozyturę, a później samodzielną parafię, w Woronowie. W okresie międzywojennym parafia obertyńska liczyła około 2000 wiernych. W 1946 r., po ekspatriacji większości Polaków, kościół został zamknięty, a w 1962 r. zburzony. Na jego miejscu stoją dziś bloki mieszkalne.
Odnowienie parafii nastąpiło w 1993 r. Wierni na cele liturgiczne zaadaptowali budynek kina i w latach następnych przebudowali go na kościół, który w 2009 r. konsekrował arcybiskup lwowski Mieczysław Mokrzycki. Proboszczem parafii jest od 2011 r. ks. Artur Zaucha.

## Zabytki
- zamek[9]

## Ludzie urodzeni w Obertynie
- dr Mykoła Sabat – ukraiński nauczyciel[10]
- Stanisław Marcin Skarbek herbu Habdank (ur. 20 listopada 1780[11], zm. 27 października 1848 we Lwowie) – austriacki hrabia, ziemianin galicyjski, przemysłowiec, filantrop, mecenas kultury narodowości polskiej.

## Sprawiedliwi wśród Narodów Świata(ratujący Żydów w Obertynie)
Na polskiej liście Sprawiedliwych:
- Anna Gawlińska[12]
- Ludwik i Karolina Gawlińscy oraz ich dzieci: Stanisław i Czesława (po mężu Szymkowicz)[13]
- Antoni i Weronika Stangretowie[14]

Na ukraińskiej liście Sprawiedliwych:
- Jurij i Paraskowija Jakubowscy oraz ich córki Olga i Tekla[15]
- Petro Pochodenko[16][17]
- Mychajło Romanycia[18]